# Werk (Orgel)
Der Begriff Werk wird im Orgelbau in zwei leicht missverständlichen Bedeutungen verwendet. Zum einen im Zusammenhang mit dem Werkprinzip und zum anderen als Bezeichnung einzelner technischer Baugruppen der Orgel.

## Werkprinzip

Schematischer Werkaufbau einer Orgel (Hamburger Prospekt)

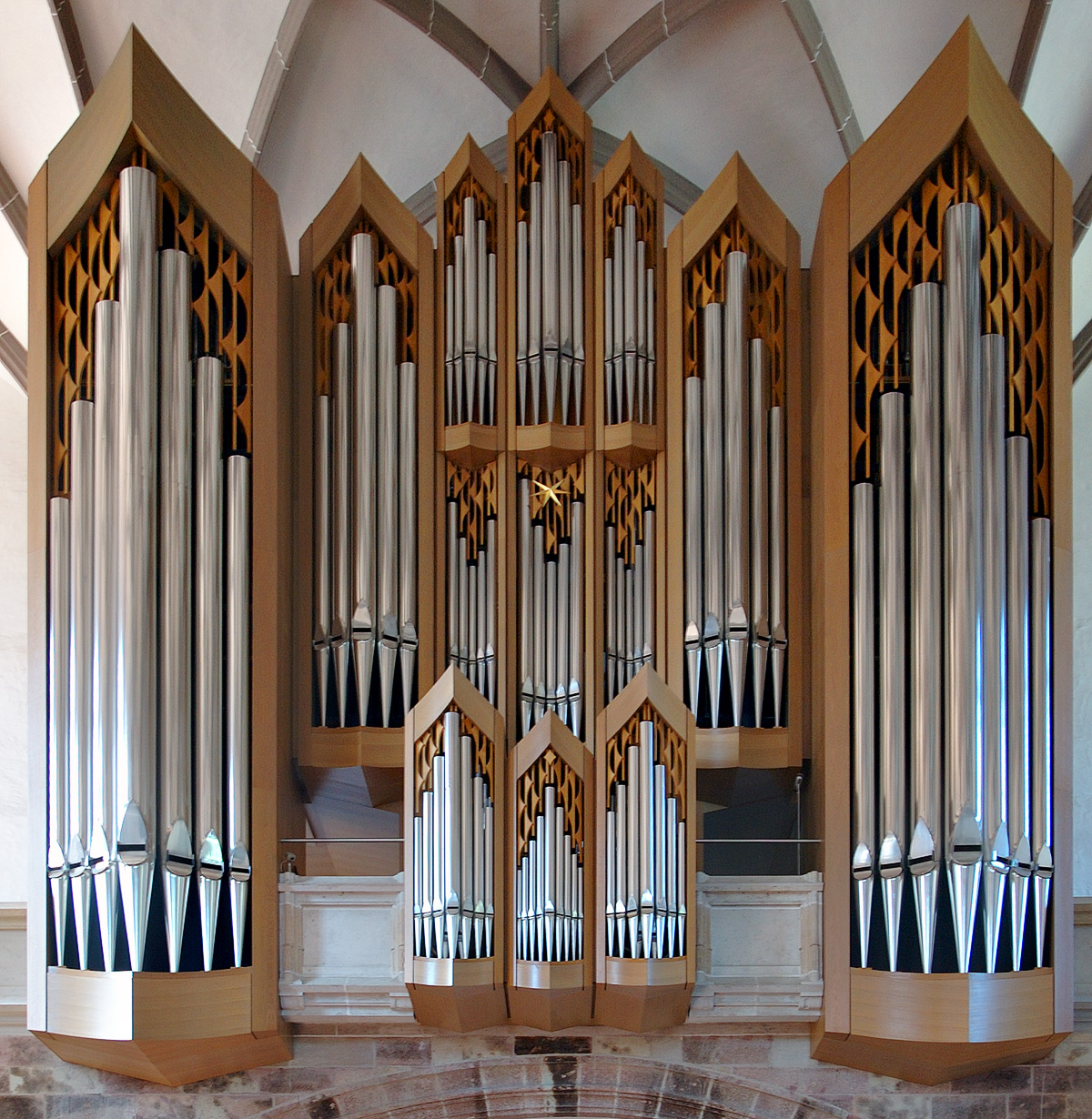
An dieser Orgel ist der Werkaufbau leicht zu erkennen (St.-Wolfgangs-Kirche, Schneeberg)

Eine größere Orgel besteht aus der Zusammenfassung mehrerer, ursprünglich getrennt aufgestellter Orgelwerke (Teilwerke). Diese Unterteilung erfolgt nach dem Klangcharakter und speziellen spieltechnischen Aufgaben (zum Beispiel dem Plenum-, Cantus-firmus- oder triomäßigen Orgelspiel) unter anderem als Hauptwerk (HW), Pedalwerk (PW) oder Schwellwerk (SW), Echowerk (der Funktion nach benannt) oder Oberwerk (OW), Brustwerk (BW), Rückpositiv (RP) und Fernwerk (den Standort bezeichnend). Daneben gibt es noch weitere, seltenere Teilwerke. Allerdings existieren auch kleinere Orgeln mit teilweise nur einem Manual und ohne Pedalwerk.
Werk ist die Zusammenfassung von Gehäuse, Pfeifen und Windlade eines solchen selbstständigen Teils einer Orgel. Es wird zunächst von genau einer Klaviatur aus gespielt. Der Werkaufbau des Pfeifenwerks einer Orgel spiegelt sich oft auch im Aufbau des Prospekts wider.

### Norddeutscher Barock
In der klassischen Barock-Orgel kommen folgende Werkbezeichnungen vor:

#### Hauptwerk
Das Hauptwerk (HW, manchmal auch nur Werk genannt) ist das zentrale Teilwerk der Orgel mit den wichtigsten Pfeifen für das gewöhnliche Spiel. Es verfügt in aller Regel über einen vollständigen Prinzipalchor mit Mixturen sowie Zungenstimmen der Trompetenfamilie. Flötenregister, Streicher und Aliquotregister können hinzutreten, wobei Streicher erst gegen Anfang des 18. Jahrhunderts aufkamen und also in der typischen norddeutschen Barockorgel noch nicht vorhanden sind. Aliquotregister im Hauptwerk waren im norddeutschen Raum eher in kleineren Orgeln verbreitet, dann vor allem in Gestalt der Sesquialtera zur Bildung eines Terzplenums. Im niederländischen Orgelbau, der dem norddeutschen stark verwandt ist, findet sich im Hauptwerk auch größerer Orgeln oft ein Tertian. Üblicherweise werden Terzstimmen für ein Hauptwerksplenum bei großen Barockorgeln aber mittels der Koppeln aus dem Ober- oder Brustwerk entliehen. Ursächlich für diese „Reinheit“ des Hauptwerkes ist seine Entwicklung aus dem gotischen Blockwerk, das nur aus einem großen Labialplenum bestand. In dieser Form hat es sich, wenn auch in Einzelregister aufgeteilt, in großen Orgeln als Hauptwerk bis zum frühen 17. Jahrhundert erhalten, in dessen Verlauf ein das Plenum ergänzender oder auch solistisch zu verwendender Zungenchor langsam zum Standard wurde.

#### Pedalwerk
Das Pedal(werk) (PW) enthält die tiefsten Register der Orgel, fast immer sind Stimmen in 16′-Tonlage enthalten. Oft ist es in sogenannten Pedaltürmen untergebracht, die mit ihren langen Prospektpfeifen die Seiten der Orgel begrenzen. Im norddeutschen Orgelbau der Spätrenaissance und des Barock war ein eigenständiges Pedalwerk meistens komplett ausgebaut, das heißt: Es enthielt sowohl ein Labialplenum bis zur Mixtur, als auch einen Zungenchor von der 16-Fuß- bis zur 4-Fuß- oder manchmal auch 2-Fuß-Lage, was sogar für ein Pedalplenum verschiedene Kombinationsmöglichkeiten zuließ. Pedalkoppeln waren dabei unnötig.

#### Brustwerk
Das Brustwerk (BW) liegt direkt vor dem Spieler oberhalb des Spieltisches. Der Ursprung des Brustwerkes ist ein zusätzlich in die Orgel eingebautes Regal, das wegen der einfachen Erreichbarkeit zur häufigen Stimmung dort Platz fand. Dieses wurde später durch einige, aus räumlichen Gründen überwiegend kleine, Labialregister erweitert. Bis heute finden sich in den meisten Brustwerken noch kurzbechrige Zungenstimmen. Die Labialpfeifen sind meist klein (Prinzipale häufig erst ab 2′). Dadurch ergibt sich insgesamt ein eher dünner, spitzer Klangcharakter.

#### Oberwerk
Das Oberwerk (OW) befindet sich über dem Hauptwerk und bildet meist (nach dem Pedalwerk) den höchsten Punkt der Orgel. Bei großen Orgeln aus der Hochzeit des norddeutschen Orgelbaus spiegelt das Oberwerk oftmals den Klangaufbau des Hauptwerks wider, hat dialogische Funktion und kann ebenso als Verstärkung des Hauptwerksplenums verwendet werden. So findet sich oftmals in norddeutschen Großorgeln ausschließlich eine Trompete 16′ im Hauptwerk, während im Oberwerk eine Trompete 8′ disponiert ist. In der Spätrenaissance wurde das Oberwerk meist noch ausschließlich von Zungen- und dezenten Solostimmen dominiert, oftmals ohne vollwertigen Prinzipalchor, während das Hauptwerk einzig ein großes Labialplenum enthielt. Die Entwicklung vom gotischen Blockwerk zum barocken Hauptwerk lässt sich auch an dieser Verschiebungslinie gut nachvollziehen. Teilweise werden die Hauptwerke kleiner oder mittelgroßer Orgeln dieser Epoche ebenfalls, ob ihrer Lage, als „Oberwerk“ bezeichnet.

#### Rückpositiv
Das Rückpositiv (RP) oder Positiv (selten Rückwerk) befindet sich oft im Rücken des Organisten in einem eigenen Gehäuse, meistens in der Emporenbrüstung. In nicht zu großen Räumen ergibt sich durch die größere Nähe zum Zuhörer oft ein etwas direkterer und frischerer Klangeindruck als bei den übrigen Werken der Orgel. Hier finden sich neben verschiedenen Zungenregistern häufig kräftige Soloregister und Aliquoten. In norddeutschen Barockorgeln findet sich auch meist im Rückpositiv ein voll ausgebauter Flötenchor. Aus optischen und akustischen Gründen kann das Rückpositiv nur deutlich kleinere Pfeifen aufweisen als das dahinter liegende Hauptwerk, die Prospektprinzipale des Rückpositivs liegen daher meistens eine Oktave höher als die des Hauptwerks. Koppeln vom Rückpositiv zu übrigen Teilwerken waren bei norddeutschen Barockorgeln unüblich. Anders als das Oberwerk enthielt das Rückpositiv auch in der Spätrenaissance schon einen voll ausgebauten Prinzipalchor.

#### Positiv
Manchmal wurde auch bei kleineren Orgeln ein schwaches zusätzliches Werk auf einem zweiten Manual in Ergänzung zum Hauptwerk als Positiv bezeichnet. Dies fand in Anlehnung an das gleichnamige Musikinstrument statt. Bei einer Anordnung in oberster Lage handelt es sich um ein Kronpositiv.

### Romantik
Im Verlauf der Romantik verlor das Werkprinzip an Bedeutung. An Stelle der differenzierten Klangfarben und räumlichen Staffelung tritt nun eine dynamische Abstufung. Das erste (unterste) Manual erhält dabei die stärkeren Register, die weiteren Manuale immer leisere. So lassen sich verschiedene Typen von Klangfarben auf allen Manualen darstellen und über die verschiedenen Manuale dynamische Stufen wählen.
An beispielhaften Registern der Orgel der Lutherkirche (Apolda) (Neubau durch Sauer 1893/94) lässt sich das Prinzip recht gut erkennen:
| I Manual         |        |
| Prinzipal        | 16′    |
| Prinzipal        | 8′     |
| Gedackt          | 8′     |
| Viola di Gamba   | 8′     |
| Oktave           | 4′     |
| Flûte harmonique | 4′     |
| Mixtur V         | 5 1⁄3′ |
| Trompete         | 8′     |

| II Schwellwerk   |     |
| Lieblich Gedackt | 16′ |
| Geigenprinzipal  | 8′  |
| Lieblich Gedackt | 8′  |
| Salicional       | 8′  |
| Oktave           | 4′  |
| Rohrflöte        | 4′  |
| Progressio IV–V  |     |
| Oboe             | 8′  |

| III Schwellwerk   |    |
| —                 |    |
| Prinzipal amabile | 8′ |
| Zartgedackt       | 8′ |
| Harmonika         | 8′ |
| —                 |    |
| Zartflöte         | 4′ |
| —                 |    |
| —                 |    |

Vor allem hohe Register finden im dritten Manual, teilweise auch schon im zweiten Manual oft keine Entsprechung mehr, so dass in der Regel die Registerzahl nach oben hin abnimmt.
Auch die in der romantischen Orgelmusik schnellen Wechsel von Dynamik und Klangfarbe erforderten mehr Werke als die barocke Orgel. So haben sich in Deutschland noch folgende Werkbezeichnungen herausgebildet, die (bis auf das Schwellwerk, das eine besondere Aufgabe hat) allesamt auf den Aufstellungsort der Pfeifen Bezug nehmen:
- Unterwerk: Es ist normalerweise zu beiden Seiten des Spieltisches auf gleicher Ebene zu finden.
- Hinterwerk: Es ist hinter dem Hauptwerk aufgestellt. Damit es in den Raum klingen kann, hat das Hauptwerk dann kein geschlossenes Gehäuse.
- Schwellwerk: Es ist in einen Schwellkasten gebaut, siehe Schwellwerk.
- Fernwerk: siehe unten.

#### Echowerk
Des Weiteren kam in der Romantik das (schon besonders im süddeutschen Barock ohne Schwellkasten gebaute) Echowerk besonders zur Geltung. Unter dieser Bezeichnung versteht man ein schwach besetztes Teilwerk der Orgel zum Erzeugen eines Echoeffektes gegenüber den anderen Werken, dessen Stimmen im Schwellkasten oder Untergehäuse der Orgel stehen.

#### Fernwerk

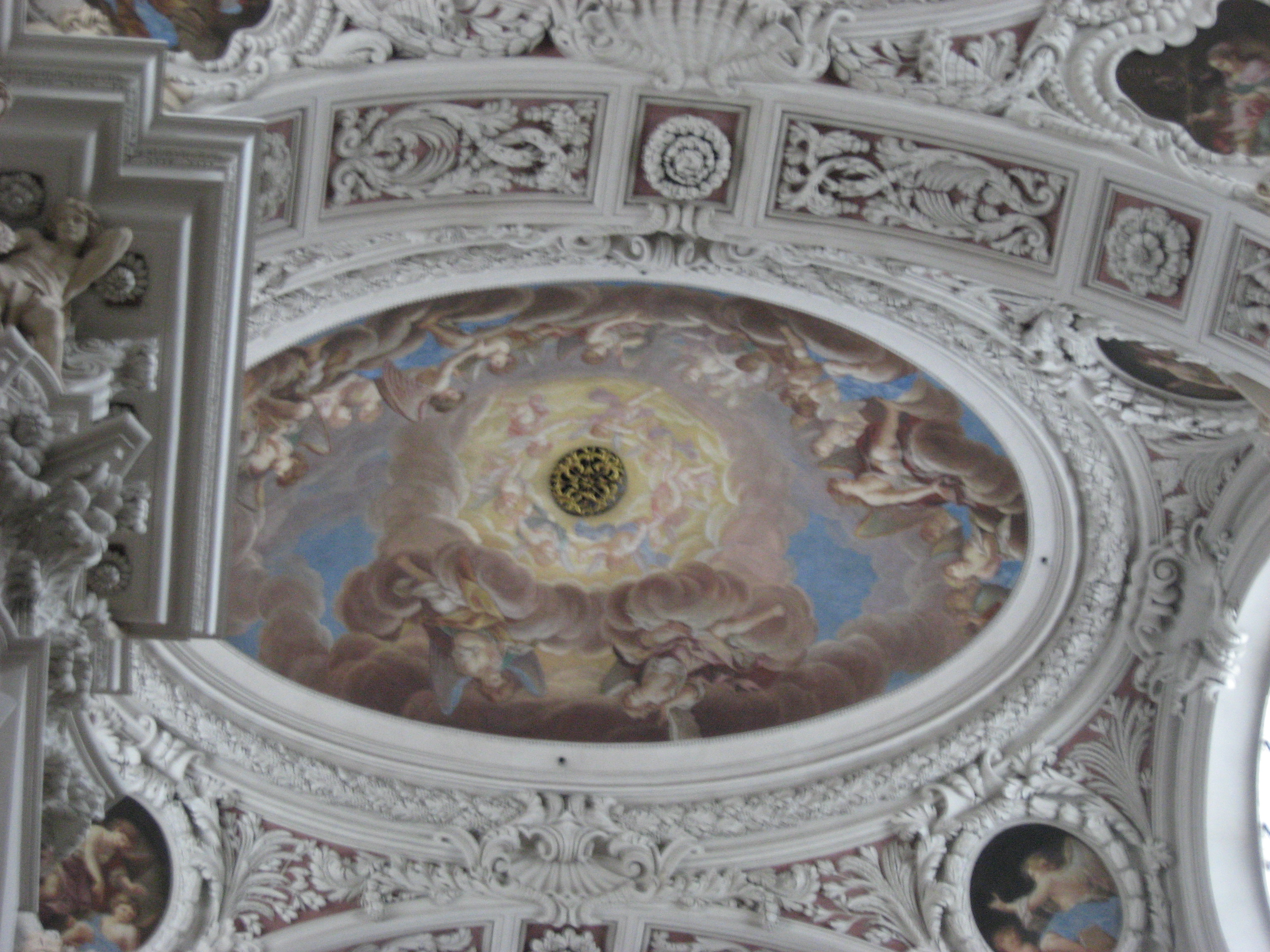
Schallöffnung, Dom Passau (Heiliggeistloch)

Das Fernwerk befindet sich „fern“ von den übrigen Werken einer Orgel, d. h. an einer anderen Stelle in einem Kirchenraum bzw. Konzertsaal. Üblicherweise sind Fernwerke „versteckt“, d. h. nicht sichtbar. Sie finden sich etwa hinter einer Wand- bzw. Deckenverkleidung, insbesondere in einer Schallkammer auf dem Dachboden eines Kirchenbaus; der Klang des Fernwerks wird dann durch eine Schallöffnung im Gewölbe in den Kirchenraum geleitet.
Fernwerke wurden in der Zeit des frühen romantischen Orgelbaus erfunden. Sie dienen dem „Effektspiel“, d. h. der Erzeugung besonderer Klangeffekte. Mit Fernwerken können Hall und Echo nachgeahmt werden. Ihr Klang soll wie ein „ferner Silberstrom“ herabrieseln, d. h., es entstehen „mystische“ Klangerlebnisse, so, als ob die Orgel aus anderen Sphären erklingt.
Fernwerke befinden sich in Deutschland zum Beispiel in der Passauer Domorgel, in der Glaubenskirche (Berlin-Tempelhof), in der Nikolaikirche Flensburg, in der Hauptkirche St. Michaelis (Hamburg) in der Marienbasilika (Kevelaer), in der Stadtkirche in Esslingen am Neckar, in der Christuskirche Mannheim, in der Kirche St. Michael in Saarbrücken, in der Stiftskirche Kaiserslautern, in der Erlöserkirche Bad Homburg, in der Dankeskirche Bad Nauheim, in der Stadthalle Görlitz und in der Bartholomäikirche Altenburg. In der Schweiz verfügen unter anderem die Orgeln von St. Anton in Zürich-Hottingen, St. Maria in St. Gallen-Neudorf, St. Maria Namen in Melchtal, in der Französischen Kirche Bern, in der Hofkirche Luzern sowie in der Kathedrale Notre-Dame in Lausanne über ein Fernwerk. In Österreich sind die Instrumente in der Basilika Mariatrost in Graz sowie in der Stadtpfarrkirche Bad Ischl zu nennen. Unter der Bezeichnung „Celestial Organ“ wurden Fernwerke auch in den USA realisiert, Beispiele sind die St. Bartholomew’s Church in New York City (Manhattan) oder die St Philip’s Episcopal Cathedral in Atlanta.
Von Fernwerken sind sonstige Werke zu unterscheiden, die „fern“ von der Hauptorgel in einem Kirchenraum bzw. Konzertsaal positioniert sind, und ebenfalls vom Hauptspieltisch aus angespielt werden. Teilweise handelt es sich dabei um kleinere (eigenständige) Orgelwerke, etwa Chororgeln, die (zum Beispiel per WLAN) von der Hauptorgel aus angespielt werden können.

### Auxiliarwerk
Ein Auxiliarwerk (auch Hilfswerk, lat. auxiliari = helfen) ist ein „unselbständiges“ Orgelwerk, das in der Regel in räumlicher Distanz zur Hauptorgel positioniert ist und keinen eigenen Spieltisch hat und, anders als ein romantisches Fernwerk, oft auch sichtbar ist. Es dient nicht zwingend dem „Effektspiel“, sondern unterstützt die Hauptorgel, um einen von dieser weiter entfernten Bereich des Raums zu beschallen, der von der Hauptorgel nur schlecht erreicht werden kann. Daher entspricht die Disposition eines Auxiliarwerks in der Regel der eines Hauptwerkes, um sich mit diesem akustisch gut zu mischen.
Beispielsweise wurde im Westwerk des Paulusdoms in Münster ein Auxiliarwerk errichtet, da die Hauptorgel, die sich im östlichen Querschiff befindet, in den hinteren Bereich des Domes nicht durchdringt, sondern eher wie ein Fernwerk klingt. Auch die Orgel im Essener Münster besitzt ein Auxiliarwerk.

### Sonstige Werkbezeichnungen
Insbesondere in Großorgeln finden sich auch folgende Werkbezeichnungen:
- Bombard(en)werk: Teilwerk der Orgel mit Zungenregistern (vorzugsweise Bombarden)
- Chamad(en)werk: Eine Chamade war in der Militärgeschichte ein mit einer Trompete gegebenes Signal von besonderer Lautstärke, das in dem feindlichen Camp gehört werden sollte. Ein Chamad(en)werk besteht maßgeblich aus Chamaden-Registern, d. h. starktönende Zungenregister, die einen trompeten- bzw. fanfarenähnlichen Klang erzeugen und in der Regel horizontal in den Kirchenraum reichen. Oft handelt es sich dabei um Hochdruckregister.
- Hochdruckwerk: Ein in sich geschlossenes Orgelwerk, bestehend aus Hochdruckregistern, oft in Kathedralkirchen.
- Kronwerk: Ein (kleines) Positiv über dem Hauptwerk (ähnlich dem Oberwerk) mit eigenen Prospektpfeifen.

## Technische Baugruppen
Neben dem Werkprinzip wird der Begriff Werk auch zur Bezeichnung der einzelnen Baugruppen einer Orgel verwendet. Neben dem Pfeifenwerk besteht eine Orgel noch aus dem Windwerk, welches den Wind erzeugt und zu den Windladen führt, und dem Regierwerk. Dies ist der zentrale und wohl komplexeste Teil einer Orgel. Das Regierwerk besteht aus dem Spieltisch und der Traktur und verbindet die Bedienelemente (Klaviaturen und Registerzüge) mit den Funktionselementen, dem Pfeifenwerk.